# Michael Bennett (Footballspieler, 1985)
Michael Bennett, Jr (geboren am 13. November 1985 in Avondale, Louisiana) ist ein ehemaliger US-amerikanischer American-Football-Spieler auf der Position des Defensive Ends. Er spielte College Football an der Texas A&M University und war elf Saisons in der National Football League (NFL) aktiv. Mit den Seattle Seahawks gewann er in der Saison 2013 den Super Bowl XLVIII.
Sein jüngerer Bruder Martellus Bennett spielte als Tight End ebenfalls in der NFL.

## NFL

### Seattle Seahawks (2009)
Bennett wurde beim NFL Draft 2009 von keinem Team ausgewählt und somit als ungedrafteter Free Agent von den Seattle Seahawks am 27. April 2009 unter Vertrag genommen. Ursprünglich sollte er als linker Defensive End agieren, doch noch während des Trainingscamps entschieden die Trainer, ihn als Defensive Tackle einzusetzen. In der Preseason gelangen ihm neun Tackles, zwei Sacks, fünf Quarterback-Hurries, ein geblockter Pass und ein eroberter Fumble, was ihm einen Platz im endgültigen 53-Mann-Kader der Seahawks einbrachte.
Am 10. Oktober 2009 entließen ihn die Seahawks, um Platz im Kader für die Verpflichtung von Offensive Tackle Kyle Williams zu schaffen.

### Tampa Bay Buccanneers (2009–2012)
Die Tampa Bay Buccaneers verpflichteten Bennett am 12. Oktober 2009. Dort nahm er eine wichtige Rolle als Ersatz für den verletzten Gerald McCoy ein.
In Tampa Bay steigerte er sich von Jahr zu Jahr, und so hatte er in der Saison 2012 seine bis dahin erfolgreichste Spielzeit, als ihm 41 Tackles, neun Sacks und drei erzwungene Fumbles gelangen.

### Rückkehr zu den Seahawks (2013–2017)
Als sein Vertrag mit den Buccanneers im Jahr 2013 auslief, wurde er wieder von den Seahawks verpflichtet. Er unterschrieb für einen Einjahresvertrag, welcher ihm mindestens 1,5 und inklusive aller Bonuszahlungen bis zu 4,5 Millionen US-Dollar einbringen sollte. Am 3. Dezember gelang ihm im Spiel gegen die New Orleans Saints sein erster Touchdown, als er den Ball nach einem Fumble vom Quarterback der Saints, Drew Brees, zurück in die Endzone trug. In dieser Saison war Bennett Schlüsselspieler in einem Team, welches die beste Defense der Saison stellte und den Super Bowl XLVIII gewann.
Am 10. März 2014 unterschrieb er bei den Seahawks einen neuen Vierjahresvertrag, der ihm 16 Millionen US-Dollar garantierte und durch den er bis zu weitere 12 Millionen durch Bonuszahlungen verdienen konnte. In der Saison 2014 war er erneut Teil der besten Defensive der Liga und trug mit sieben Sacks dazu bei, dass die Seahawks erneut in den Super Bowl einzogen, wo sie jedoch 24:28 gegen die New England Patriots verloren.
Am 22. Oktober 2015 gelangen ihm im Spiel bei den San Francisco 49ers 3,5 Sacks gegen Colin Kaepernick und er wurde als „NFC Defensive Player of the Week“ ausgezeichnet. Er stellte in dieser Saison Karriere-Bestwerte in Tackles (52) und Sacks (10,0) auf und wurde in den Pro Bowl 2016 gewählt, wo er zum Most Valuable Defensive Player ernannt wurde. Am 30. Dezember 2016 verlängerten die Seattle Seahawks seinen Vertrag, nachdem er mehrmals seine Unzufriedenheit über diesen Vertrag, bezüglich des Gehalts, geäußert hatte. An dem Vertrag wurde, laut NFL-Insider Ian Rapoport, seit Oktober 2016 gearbeitet. Dieser ist 31,5 Mio. Dollar wert, wovon 17,5 Mio. Dollar garantiert sind.

### Philadelphia Eagles und New England Patriots
Anfang März 2018 wurde Bennett zusammen mit einem Siebtrundenpick gegen den Wide Receiver Marcus Johnson von den Philadelphia Eagles und einem Fünftrundenpick getauscht. Zur Saison 2019 gaben die Eagles Bennett zusammen mit einem Siebtrunden-Pick im Draft 2020 im Austausch gegen einen Fünftrunden-Pick an die New England Patriots ab.

### Dallas Cowboys
Am 24. Oktober 2019 wurde Bennett für einen Siebtrundenpick im NFL Draft 2021 zu den Dallas Cowboys getradet. Im Juli 2020 gab Bennett seinen Rücktritt vom Profisport bekannt.